# Boulevard Pasteur (Nantes)
Pour les articles homonymes, voir Boulevard Pasteur.
Le boulevard Pasteur est une voie de la ville de Nantes, dans le département français de la Loire-Atlantique.

## Situation et accès
Située dans le quartier Dervallières - Zola, cette artère rectiligne, longue de 540 mètres, relie la place Émile-Zola au boulevard Allard qui en est le prolongement naturel.

## Origine du nom
Il rend honneur à Louis Pasteur, célèbre savant français, pionnier de la microbiologie.

## Historique
Même si les boulevards « Pasteur » et « Allard » constituent de facto une artère unique, la différence de dénomination s'explique par le fait que la seconde artère se trouvait sur le territoire de l'ancienne commune de Chantenay-sur-Loire au moment de son aménagement. La rue de la Ville-en-Bois et une partie de la rue de la Montagne marquent la limite administrative entre les territoires Nantais et Chantenaysien, jusqu'au rattachement de Chantenay à Nantes en 1908.
A l'origine, il est désigné sous le nom de chemin vicinal ordinaire no 124 dit « de Procé à l'avenue Allard », 